# Прапор Небраски
Прапор Небраски (англ. Flag of Nebraska) — один з державних символів американського штату Небраска.
Прапор являє собою синє прямокутне полотнище із зображенням в центрі друку штату, виконаної золотим і срібним кольором. Поточний дизайн прапора був прийнятий в 1925 році. Офіційне твердження, як прапора штату, відбулося в 1963 році. Штат Небраска був одним з останніх штатів США, які затвердили офіційний прапор.
Північноамериканська вексилологічна асоціація, в оціночному огляді 2001 році серед прапорів США і Канади, привласнила прапору Небраски 71-е місце з 72-х. Останнім у цьому списку стояв прапор Джорджії зразка 2001 року. Після прийняття в 2003 році штатом Джорджія нового прапора, прапор Небраски, серед прапорів що знаходяться у використанні, має на 2010 рік найгірший дизайн прапора.
Сучасний прапор використовується з 1925 року.